# 13281 Aliciahall
13281 Aliciahall è un asteroide della fascia principale. Scoperto nel 1998, presenta un'orbita caratterizzata da un semiasse maggiore pari a 2,2585898 au e da un'eccentricità di 0,1261451, inclinata di 2,43847° rispetto all'eclittica.
L'asteroide è dedicato alla studentessa statunitense Alicia Esther Hall.